# Gesneria ventricosa
Gesneria ventricosa là một loài thực vật có hoa trong họ Tai voi. Loài này được Sw. mô tả khoa học đầu tiên năm 1788.